# South Pacific Tennis Classic
Il South Pacific Tennis Classic è stato un torneo di tennis maschile giocato a Brisbane, Australia dal 1976 al 1981. L'evento era parte del Grand Prix.

## Albo d'oro

### Singolare
| Anno | Campione         | Finalista      | Punteggio          |
| ---- | ---------------- | -------------- | ------------------ |
| 1976 | Mark Edmondson   | Phil Dent      | 3–6, 6–4, 6–4, 6–4 |
| 1977 | Vitas Gerulaitis | Tony Roche     | 6–7, 6–1, 6–1, 7–5 |
| 1978 | Mark Edmondson   | John Alexander | 6–4, 7–6           |
| 1979 | Phil Dent        | Ross Case      | 7–6, 6–2, 6–3      |
| 1980 | John McEnroe     | Phil Dent      | 6–3, 6–4           |
| 1981 | Mark Edmondson   | Chris Lewis    | 7–6, 3–6, 6–4      |

### Doppio
| Anno | Campioni                      | Finalisti                      | Punteggio     |
| ---- | ----------------------------- | ------------------------------ | ------------- |
| 1976 | Syd Ball Kim Warwick          | Ismail El Shafei Brian Fairlie | 6–4, 6–4      |
| 1977 | Vitas Gerulaitis Bill Scanlon | Malcolm Anderson Ken Rosewall  | 7–6, 6–4      |
| 1978 | John Alexander Phil Dent      | Syd Ball Allan Stone           | 6–3, 7–6      |
| 1979 | Ross Case Geoff Masters       | John James Chris Kachel        | 7–6, 6–2      |
| 1980 | John McEnroe Matt Mitchell    | Phil Dent Rod Frawley          | 8–6           |
| 1981 | Rod Frawley Chris Lewis       | Mark Edmondson Mike Estep      | 7–5, 4–6, 7–6 |